# Zespół Szkół Rolniczych i Technicznych im. Hipolita Cegielskiego w Powodowie
Zespół Szkół Rolniczych i Technicznych imienia Hipolita Cegielskiego w Powodowie (ZSRiT Powodowo) – zespół szkół średnich położony we wsi Powodowo, gmina Wolsztyn.

## Historia
Swą działalność szkoła rozpoczęła w dniu 11 listopada 1918 roku jako Szkoła Rolnicza męska, w Wolsztynie przy ulicy Ogrodowej 2. Oprócz działalności dydaktycznej szkoła prowadziła także akcję krzewienia oświaty rolniczej na terenie powiatów objętych zasięgiem jej działalności. Na okres wojny i okupacji przypada sześcioletnia przerwa w działalności szkoły.
15 października 1945 roku zaczął się nowy rok szkolny w Powiatowej Szkole Gospodarstwa Wiejskiego. W 1948 roku szkołę przekształcono w żeńskie Liceum Wiejskiego Gospodarstwa Kobiecego. Od 1950 roku szkoła stała się placówką koedukacyjną jako Powiatowe Liceum Rolnicze w Wolsztynie. W 1952 roku odbyły się pierwsze w dziejach szkoły egzaminy maturalne. W roku 1953 przekształcono liceum w czteroletnie Technikum Rolnicze. Obok szkoły rolniczej w Wolsztynie od października 1946 roku w Powodowie działała Gminna Szkoła Rolnicza, która była filią wolsztyńskiej placówki. W roku 1952 szkoła przejęła cały majątek powodowski tj. 387 ha i wszystkie zabudowania.
W kolejnych latach gospodarstwo zostało rozbudowane. Dodawano też nowe kierunki kształcenia. Ze szkoły gminnej przekształciła się w zespół szkół. Od 1956 roku szkoła w Powodowie staje się centrum kształcenia rolniczego, wchłonąwszy Technikum Rolnicze w Wolsztynie. 30 września 1989 roku z okazji 70 rocznicy szkolnictwa rolniczego na ziemi wolsztyńskiej odbyła się uroczystość nadania szkole imienia.
Patronem Zespołu Szkół Rolniczych w Powodowie został Hipolit Cegielski. Do szkoły należy również lądowisko z trawiastym pasem startowym o długości 600 metrów, wpisane do ewidencji lądowisk Urzędu Lotnictwa Cywilnego w 2008 roku.
W roku 2004 przy Zespole Szkół Rolniczych i Technicznych w Powodowie utworzono Technikum Lotnicze kształcące w zawodzie Technik Awionik.

## Obecne kierunki kształcenia
- Technik Mechanizacji Rolnictwa i Agrotechniki
- Technik Żywienia i Usług Gastronomicznych
- Technik Architektury Krajobrazu
- Technik Budownictwa
- Technik Hotelarstwa
- Technik Weterynarii
- Technik Spedytor
- Technik Geodeta
- Technik Elektryk